# Dahua Technology
Zhejiang Dahua Technology Co., Ltd. — китайская государственная компания, осуществляющая поставку продуктов и услуг для видеонаблюдения и контроля доступа.

## Деятельность
Dahua насчитывает около 16 тыс. сотрудников по всему миру. Решения, продукты и услуги Dahua используются более чем в 180 странах и регионах. Компания имеет 54 зарубежных филиала, охватывающих Азиатско-Тихоокеанский регион, Северную Америку, Европу, Африку и другие регионы.

## Критика
В сентябре 2016 года с помощью ботнета была проведена крупная DDoS-атака на ресурс американского журналиста Брайана Кребса KrebsOnSecurity.com. По данным интернет-провайдера Level 3 Communications, наиболее часто заражаемыми устройствами в этом ботнете являлись камеры и видеорегистраторы Dahua. Около миллиона устройств этой компании были заражены вредоносным ПО BASHLITE. Большинство камер Dahua позволяли «любому получить полный контроль над базовой операционной системой Linux устройства, просто набрав случайное имя пользователя со слишком большим количеством символов». С помощью этой уязвимости вредоносное ПО было установлено на устройствах, что позволило использовать их как в «DDoS-атаках, так и в кампаниях по вымогательству с использованием вымогателей».
В марте 2017 года во многих камерах и видеорегистраторах Dahua был обнаружен бэкдор. Он позволял получать удаленный доступ к устройству и удаленно загружать базу данных с именами пользователей и паролями через веб-браузер без авторизации. Компания выпустила обновление прошивки для исправления уязвимости в 11 своих продуктах.
В связи с деятельностью в России на фоне российско-украинской войны украинское Национальное агентство по предотвращению коррупции внесло компанию в число международных спонсоров войны.

## Рекомендации
1. ↑  Revenue. Дата обращения: 10 июня 2019. Архивировано из оригинала 24 сентября 2015 года.
2. 1 2  Обзор. Дата обращения: 10 июня 2019. Архивировано из оригинала 15 апреля 2021 года.
3. 1 2 3 4  Franceschi-Bicchierai, Lorenzo. How 1.5 Million Connected Cameras Were Hijacked to Make an Unprecedented Botnet. Vice (29 сентября 2016). Дата обращения: 3 июня 2019. Архивировано 3 июня 2019 года.
4. ↑  Goodin, Dan. Brace yourselves—source code powering potent IoT DDoSes just went public. ARS Technica. ARS Technica. Дата обращения: 2 октября 2016. Архивировано 3 октября 2016 года.
5. ↑  Attack of Things! Level 3 Blog. Level 3 Communications. Дата обращения: 3 октября 2016. Архивировано из оригинала 3 октября 2016 года.
6. ↑  BASHLITE malware turning millions of Linux Based IoT Devices into DDoS botnet. HackRead. Дата обращения: 3 октября 2016. Архивировано 3 октября 2016 года.
7. ↑  BASHLITE Botnets Ensnare 1 Million IoT Devices. www.securityweek.com. Дата обращения: 3 июня 2019. Архивировано 3 июня 2019 года.
8. ↑  ipvideomarket. Dahua Backdoor Uncovered. IPVM (6 марта 2017). Дата обращения: 3 июня 2019. Архивировано 3 июня 2019 года.
9. ↑  Dahua backdoor. Krebs on Security. Дата обращения: 3 июня 2019. Архивировано 3 июня 2019 года.
10. ↑  at 02:58, Richard Chirgwin 8 Mar 2017. Dahua video kit left user credentials in plain sight. The Register. Дата обращения: 3 июня 2019. Архивировано 3 июня 2019 года.
11. ↑  Dahua security camera owners urged to update firmware after vulnerability found. The State of Security (8 марта 2017). Дата обращения: 3 июня 2019. Архивировано 3 июня 2019 года.
12. ↑  Дахуа Текнолоджи. НАПК. Дата обращения: 26 августа 2023. Архивировано 26 августа 2023 года.